# Ritasaaret (ö i Mellersta Finland, Jämsä)
Ritasaaret är en ö i Finland. Den ligger i sjön Päijänne och i kommunen Kuhmois i landskapet Mellersta Finland, i den södra delen av landet, 160 km norr om huvudstaden Helsingfors. Öns area är 2,6 hektar och dess största längd är 330 meter i sydväst-nordöstlig riktning.  Notera att namnet antyder att det är fråga om flera öar.